# Milton Cunha
Milton Reis da Cunha Júnior (Belém, 19 de março de 1962) é um carnavalesco, cenógrafo, psicólogo, professor universitário e comentarista de carnaval brasileiro.
Atuou como comentarista em diversas emissoras de TV, como Globo, TVE, CNT e Band, seja cobrindo os desfiles das escolas de samba ou trabalhando na cenografia para cantores em diversos shows mundo afora. Possui mestrado e doutorado em Letras (Ciência da Literatura) pela Universidade Federal do Rio de Janeiro, além de cursar seu segundo estágio pós-doutoral, também pela UFRJ, em Narrativas de Carnaval.

## Biografia
Nascido em Belém e criado na Ilha de Marajó. Foi mal compreendido por sua família devido a homossexualidade, Milton, com 19 anos, se mudou do Pará para o Rio de Janeiro, em 1982, nunca mais veria seus pais pessoalmente. Uma vez na cidade do Rio, o talento artístico de Milton começa a ser reconhecido; seu primeiro mecenas foi o empresário da noite Chico Recarey, dono de famosas boates da cidade à época. Formou-se em Psicologia. Dez anos depois, incentivado pelo presidente de honra da escola de samba Beija-Flor Anísio Abraão David, Milton Cunha tornaria-se carnavalesco.
Iniciou sua carreira de carnavalesco na Beija-Flor, herdando o escritório do carnavalesco Joãosinho Trinta; sua estreia o colocou de imediato entre os cinco melhores do carnaval do Rio. Na Beija-Flor, Milton ficou de 1994 a 1997. Depois passou pela União da Ilha, Leandro de Itaquera de São Paulo, Unidos da Tijuca e em seguida foi para a São Clemente, onde ficou por dois anos tendo inclusive estreado no Grupo A. Em 2006, foi carnavalesco da Viradouro e no ano seguinte, continuou no outro lado da "poça", só que como da Porto da Pedra. No carnaval de 2008 se afastou, mas foi convidado para participar da comissão de carnaval da São Clemente, mas só elaborando o enredo. Em 2009, voltou a ser carnavalesco da Viradouro e no ano seguinte continuou em Niterói, só que como carnavalesco da Cubango. A partir de 2007 iniciou sua carreira internacional trabalhando no Brazilian Ball do Canadá, em Toronto, onde esteve até a última edição do baille, em setembro de 2012. A partir de 2010 tornou-se o carnavalesco da primeira escola de samba de San Luis: a Sierras del Carnaval realizando os desfiles de 2010 a 2013. Nos últimos quatro anos realizou trabalhos relacionados ao carnaval em Estocolmo, Londres e Joanesburgo. Trabalhou como cenógrafo de shows em Angola e Brasil, para artistas como Luan Santana e Ney Matogrosso.
É o Diretor Artístico dos espetáculos da Cidade do Samba, onde está desde 2007. Graduou-se em Psicologia e fez Mestrado e Doutorado na UFRJ em Letras (Ciência da Literatura), sobre a Rapsodia Brasileira de Joãozinho Trinta. Atualmente faz estágio pós-doutoral na Eba-UFRJ, estudando os "Signos de Brasilidade em Rosa Magalhães". Atua também na TV, integrou o programa Primeiro Time na extinta TVE Brasil entre 1999 e 2001, desde 2002, comentou vários desfiles do acesso e campeãs, para a CNT e Band, sendo que na própria Band, esteve como comentarista do Festival Folclórico de Parintins.
Em 2013 foi para a TV Globo, onde comentou os desfiles da Série A e Grupo Especial. Ainda durante o carnaval, acertou sua ida a Record, onde foi um dos jurados do Got Talent Brasil e chegou a fazer uma participação especial na novela Balacobaco. Retornou a Globo para comentar os desfile do Grupo Especial, e em 2014 fez um especial para a Copa do Mundo no RJTV, chamado Me Dá Um Help Aí. No mesmo telejornal, o carnavalesco passou a apresentar a coluna "Enredo e Samba".
Continuou como carnavalesco da Sierras del Carnaval e foi coordenador do Campos Folia de 2014. Depois de um pouco afastado do carnaval carioca no que tange a escolas de samba, Milton retornaria a Viradouro, pelo qual faria pesquisa do enredo. Em fevereiro de 2015, lançou pela Editora Senac/São Paulo o livro Carnaval é Cultura, poética e técnica no fazer Escola de Samba.
Permaneceu como comentarista do Desfile das escolas de samba do Rio de Janeiro na TV Globo e exerceu a mesma função no desfile das campeãs pelo portal G1. Em maio de 2015, Milton foi escolhido pela nova liga de carnaval "Associação Samba é Nosso" para ser o diretor cultural da entidade. Em 2024, Milton também comentou o Desfile das escolas de samba de São Paulo na TV Globo.
Discreto ao divulgar sua vida pessoal, Milton Cunha é casado desde meados de 2007 com o professor de Educação Física Eduardo Costa; o qual o conheceu através da internet.

## Carreira

### Carnaval
Abaixo, a lista de desfiles assinados por Milton Cunha
| Ano  | Escola           | Colocação  | Divisão     | Enredo                                                                                   | Ref.   |
| ---- | ---------------- | ---------- | ----------- | ---------------------------------------------------------------------------------------- | ------ |
| 1994 | Beija-Flor       | 5.º lugar  | Especial RJ | Margaret Mee, a Dama das Bromélias                                                       | [ 20 ] |
| 1995 | Beija-Flor       | 3.º lugar  | Especial RJ | Bidu Sayão e o Canto de Cristal                                                          | [ 20 ] |
| 1996 | Beija-Flor       | 3.º lugar  | Especial RJ | Aurora do Povo Brasileiro                                                                | [ 20 ] |
| 1997 | Beija-Flor       | 4.º lugar  | Especial RJ | A Beija-Flor É Festa na Sapucaí!                                                         | [ 20 ] |
| 1998 | União da Ilha    | 9.º lugar  | Especial RJ | Fatumbi, a Ilha de Todos os Santos                                                       | [ 20 ] |
| 1999 | União da Ilha    | 10.º lugar | Especial RJ | Barbosa Lima, 102 Anos do Sobrinho do Brasil                                             | [ 20 ] |
| 2001 | Leandro          | 8.º lugar  | Especial SP | Os Seis Segredos do Rio Ariaú                                                            | [ 20 ] |
| 2002 | Unidos da Tijuca | 10.º lugar | Especial RJ | O Sol Brilha Eternamente Sobre o Mundo de Língua Portuguesa                              | [ 20 ] |
| 2003 | Unidos da Tijuca | 9.º lugar  | Especial RJ | Agudás, os que Levaram a África no Coração e Trouxeram para o Coração da África o Brasil | [ 20 ] |
| 2004 | São Clemente     | 14.º lugar | Especial RJ | Boi Voador Sobre o Recife: o Cordel da Galhofa Nacional                                  | [ 20 ] |
| 2005 | São Clemente     | 3.º lugar  | Grupo A     | Velho É a Vovozinha: a São Clemente Enrugadinha e Gostosinha                             | [ 20 ] |
| 2006 | Viradouro        | 3.º lugar  | Especial RJ | Arquitetando Folias                                                                      | [ 20 ] |
| 2007 | Porto da Pedra   | 10.º lugar | Especial RJ | Preto e Branco em Cores                                                                  | [ 20 ] |
| 2008 | São Clemente     | 12.º lugar | Especial RJ | O Clemente João VI no Rio: A Redescoberta do Brasil...                                   | [ 20 ] |
| 2009 | Viradouro        | 8.º lugar  | Especial RJ | Vira-Bahia, Pura Energia!                                                                | [ 20 ] |
| 2010 | Cubango          | 9.º lugar  | Grupo A     | Os Loucos da Praia Chamada Saudade                                                       | [ 20 ] |

### Televisão
| Comentarista          | Comentarista                                | Comentarista | Comentarista    |
| Ano                   | Evento                                      | Emissora     | Ref.            |
| --------------------- | ------------------------------------------- | ------------ | --------------- |
| 2003–2011             | Band Folia Rio de Janeiro: Campeãs e acesso | Band         | [ 21 ]          |
| 2008–2012             | Festival de Parintins                       | Band         | [ 22 ]          |
| 2002–2009             | Carnaval do Povão                           | CNT          | [ 23 ]          |
| 2013–presente         | Globeleza Rio de Janeiro                    | Globo        | [ 24 ]          |
| 2021                  | Seleção do Samba                            | Globo        | [ 25 ]          |
| 2024-presente         | Globeleza São Paulo                         | Globo        | [ 19 ]          |
| Jurado                |                                             |              |                 |
| 2013                  | Got Talent Brasil                           | Record       | [ 26 ]          |
| 2024                  | The Masked Singer Brasil                    | Globo        | [ 27 ]          |
| 2025                  | Dança dos Famosos                           | Globo        | [ 28 ]          |
| Participação Especial |                                             |              |                 |
|                       | Programa de TV                              | Emissora     |                 |
| 2013                  | Balacobaco                                  | Record       | [ 14 ]          |
| 2018                  | O Outro Lado do Paraíso                     | Globo        | [ 29 ]          |
| 2022                  | Travessia                                   | Globo        | [ 30 ]          |
| 2022                  | Vai que Cola                                | Multishow    | [ 31 ]          |
| 2022                  | Encantado's                                 | Globoplay    | [ 32 ]          |
| 2023                  | Fuzuê                                       | Globo        | [ 33 ]          |
| Apresentador          |                                             |              |                 |
| Ano                   | Programa de TV                              | Emissora     | Nota            |
| 2021                  | Desfile Nº1 Brahma                          | Globo        |                 |
| 2022-presente         | Desfile das Campeãs Rio de Janeiro          | Multishow    |                 |
| 2022-2023             | Show da Virada                              | Globo        |                 |
| 2024                  | Prêmio Multishow                            | Multishow    | Tapete vermelho |
| 2025                  | Rolé do Milton                              | Globo        |                 |

## Premiações
- Commons

- Estandarte de Ouro

1. 1998 - Melhor enredo (União da Ilha - "Fatumbi, a Ilha de Todos os Santos") [34]
2. 2002 - Melhor enredo (Tijuca - "O Sol Brilha Eternamente Sobre o Mundo de Língua Portuguesa") [35]
3. 2003 - Melhor enredo (Tijuca - "Agudás, os que Levaram a África no Coração, e Trouxeram para o Coração da África, o Brasil") [36]

- Gato de Prata

1. 2014 - Prêmio Especial [37]
2. 2023 - Homenagem Especial [38]

- S@mba-Net

1. 2010 - Melhor conjunto de fantasias (Cubango) [39][40]
2. 2016 - Prêmio Especial [41]

- Prêmio Ziriguidum

1. 2014 - Prêmio Especial [42][43]

- Troféu Jorge Lafond

1. 2004 - Melhor carnavalesco (São Clemente) [44]